# Lijst van fuseliers van de Prinses Irene Brigade
Deze lijst van militairen van de Prinses Irene Brigade is niet volledig. Ongeveer 1200 militairen waren bij de Prinses Irene Brigade, die bestaan heeft van 11 januari 1941 tot 13 juli 1945. Op 6 augustus 1944 werd de Brigade vanuit Engeland overgebracht naar Arromanches, inclusief 102 mariniers die in de Verenigde Staten waren opgeleid.
Karel Hendrik Pappenheim
Burton Sanders

## A
- Josephus Adriaansen
- Raymond Arnoti (gem. Wamel, 7-10-1944)[1]
- Victor Asselberghs
- Pierre Louis d'Aulnis de Bourouill

## B
- Jaap Beekman
- Jan Beelaerts van Blokland
- Theo van Besouw Gen. Maj. der Fuseliers (03-05-2007)
- Arie Dirk Bestebreurtje
- Louis van de Bossche
- Mauk de Brauw
- Albert Andries Bouwes

## D
- Theo Daalhuysen
- Cees Droogleever Fortuyn

## G
- Lambert Gilsing
- Jack van Gorkom[2]
- Bram Grisnigt
- Jacobus Groenewoud
- Pico Groeninx van Zoelen
- Joseph Godderij

## H
- Dirk Hagemeijer
- Rudi Hemmes
- Ton Herbrink (Waalre, 28-5-2016)[3][4]
- W. Homeijer (Duiven, 9-3-2001)[5]

## J
- Ernst de Jonge
- Marien de Jonge

## K
- Guup Kraijenhoff, † 2011
- Johannes Kroese Meijer
- Marius Kroon (gem. Wamel, 7-10-1944)[1] H

## L
- Mike van Lienden[6]
- Ton Loontjens

## M
- Lt Masthoff, 2de peloton[7]

## O
- John Osten

## P

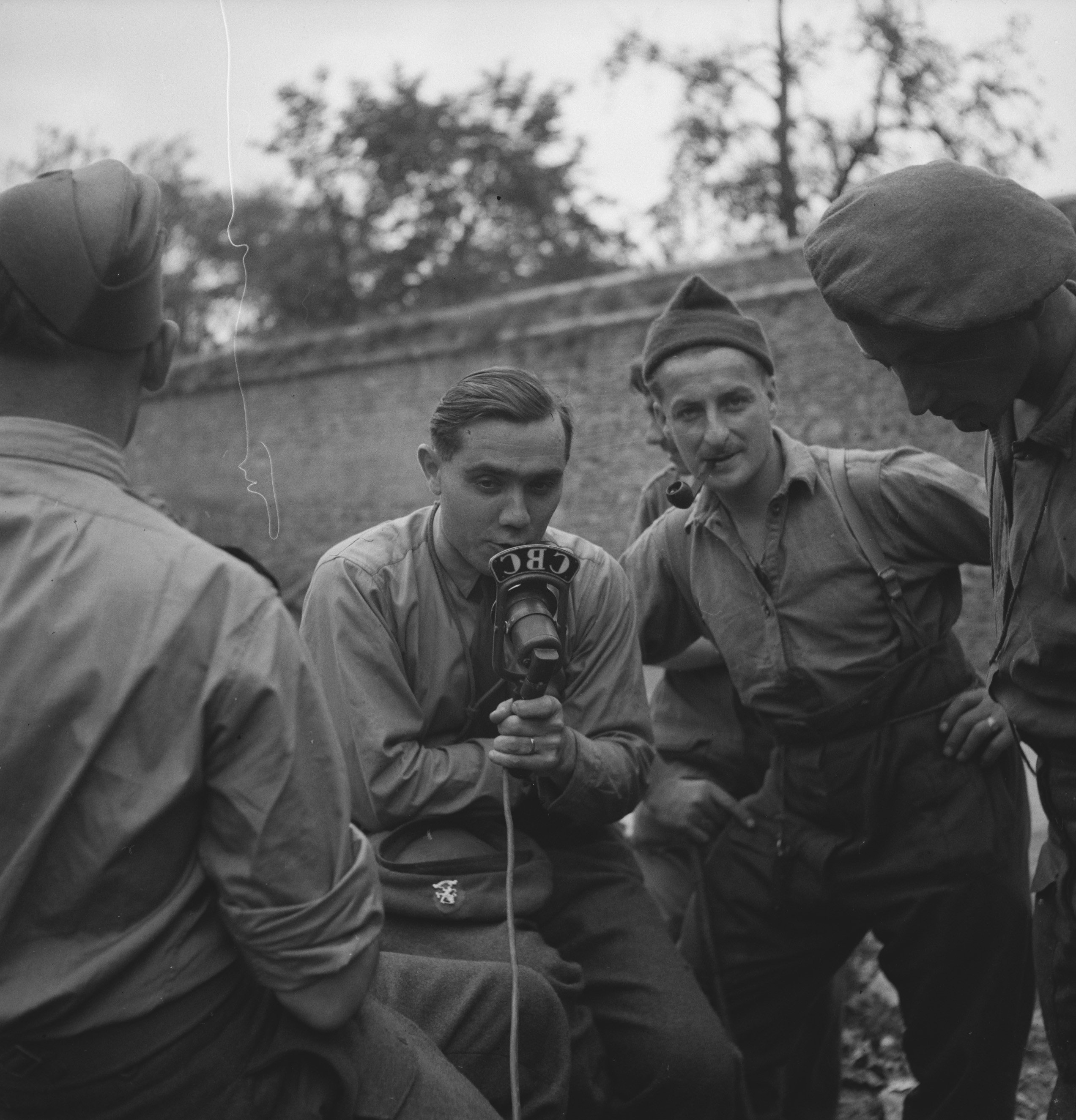
Majoor Paessens met manschappen in Normandië

- Majoor A.A. Paessens (Den Haag, 30-1-1994)[8]
- Charles Pahud de Mortanges
- Karel Hendrik Pappenheim
- Huib du Pon

## R
- Willem de Roos (1906-1986)

## V
- Henry Lucien de Vries

## Gesneuveld
Bijna vijftig Irenemannen zijn gesneuveld of overleden ten gevolge van de oorlog:
- Bij Bréville op 14/18 augustus 1944:
  - Piet W H L Lammers (1916)[9]
  - Nicolaas den Breejen (1916)[10], GIII L
  - Gerardus Martens (1916)[11]
- Bij Sint-Joris-Winge op 6 en 8 september 1944:
  - Anthoon Bonte (1914)[12]
  - Anton C. Bijlsma (1919)
  - Korporaal Henk de Groot (1914)
- Bij Boven-Leeuwen op 7 oktober 1944:[1]
  - Marius Kroon (1918)
  - Raymond Arnoti (1914) H
- Bij Broekhoven op 25-31 oktober 1944:
  - W.G. Veerman (1914)
  - Gerardus Dijkstra (1917)[13], marinier
  - Sgt Johannes Cornelis Buijtelaar (1915)[14], marinier
  - E.L. Alvares (1910)
  - M. Rodriguez (1910)
- Bij Oostkapelle op 9 maart 1945:
  - Theo Burger (1923)[15]
  - David Stenfert Kroeze (1920)[15]
  - Rudolf 'Bob' Vermeulen (1915)[15]
- Bij Vrouwenpolder op 17 maart 1945:
  - Robertus Cornelius Paauwe (1917)[16]
  - Jans Wieringa (1903)[17]
- Bij Hedel op 22/ 26 april 1945:
  - Reinier Evert van de Beek (1916)[18]
  - Sgt Heimen Germans (1909)
  - Jan Grotendorst (1922)[19]
  - Pieter Kamp (1921)[20]
  - Sgt Steven Kraaij (1919)[21]
  - Petrus Jacobus Ligtvoet (1921)
  - Paul F. Morel (1918)[22]
  - Cees J. Picokrie (1924) uit Tilburg,[23] GIII
  - Jacobus Reinder Schortinghuis (1923)[24]
  - Romke 'Rommy' Smit (1924)[25], GIII
  - Pieter Sprenkeling (1924)[26]
  - Johannes Hendricus van Veenendaal (1915)[27]
- Elders in 1944
  - Gerardus Matthijs Steijger (1924 - Hechtel, 11 september 1944)[28]
  - Sgt Hein Croonen (1910 - Nijmegen, 30 september 1944)[29]
  - Wilhelm 'Wil' Christian v.der Burgt (1923 - Grave, 16 oktober 1944)[30]
  - Willem Meijwaard (1918 - Oirschot, 18 oktober 1944)[31]
  - Gerardus Marinus Stönner (1924 - Oirschot, 22 oktober 1944)[32]
  - Arend Berkleij (1907 - Rijen, 29 oktober 1944)[33]
  - C. den Heijer (1924 - 31 oktober 1944)[34][35]
  - W.A.J. van den Bosch (1919 - 's-Hertogenbosch, 11 november 1944)[36]
  - Jelte Antonides (1918 - Schore, 16 november 1944)
  - Jacob Visbeen (1915 - Walcheren, 23 november 1944)
  - Lt Ian Jacob Havelaar (1910 - Colijnsplaat, 25 november 1944)[37]
- Elders in 1945
  - Arie Leendert Breure (1905 - Nieuwland, 15 januari 1945)[38]
  - Sgt Hendrik Jan Oosterhuis (1908 - Hulst, 27 januari 1945)[39]
  - Korp. Bernard 'Bert' Adriaan Doeser (1915 - Krabbendijke, 10 februari 1945)[40]
  - Abraham Dubois (1916 - Apeldoorn, 8 maart 1945)